# Şeref Alemdar
Burhanettin Şeref Alemdar (10 luglio 1917 – ...) è stato un cestista turco.

## Carriera
Giocatore del Galatasaray, ha disputato 2 partite alle Olimpiadi del 1936, chiuse al 19º posto dalla Turchia.